# Реслманія X
«Реслманія» (англ. «WrestleMania», в хронології відома як «Реслманія X») була десятою Реслманією в історії. Шоу проходило 20 березня 1994 року у Нью-Йорку в Медісон-сквер-гарден.Це була друга Реслманія яка проходила в Медісон-сквер-гарден. Шоу коментували Вінс Макмегон і Джеррі «Король» Лоулер.
Брет Гарт брав участь в матчі що відкриває і закриває шоу.
Літл Річард виконав перед шоу «America the Beautiful».